# Abutilon indicum
Abutilon indicum är en malvaväxtart som först beskrevs av Carl von Linné, och fick sitt nu gällande namn av Robert Sweet. Abutilon indicum ingår i släktet klockmalvor, och familjen malvaväxter.

## Underarter
Arten delas in i följande underarter:
- A. i. albescens
- A. i. indicum
- A. i. australiense

## Bildgalleri

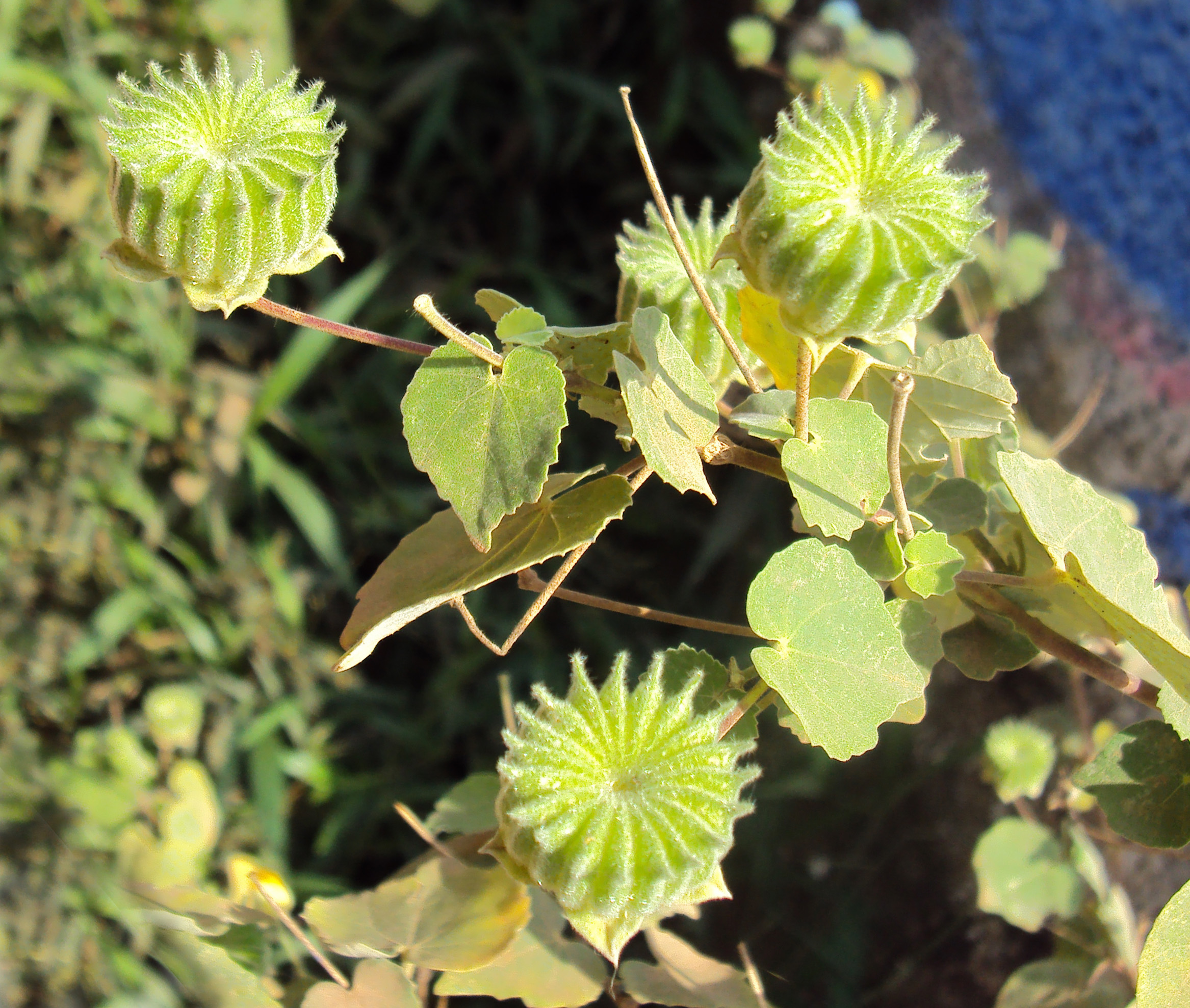